# Adelaida Löwenstein-Wertheim-Rosenberg
Adelaida z Löwenstein-Wertheim-Rosenbergu (německy Adelheid von Löwenstein-Wertheim-Rosenberg, 3. duben 1831 Kleinheubach – 16. prosinec 1909 Ryde, ostrov Wight, Velká Británie) byla hesenská kněžna, vévodkyně z Braganzy a titulární portugalská královna, manželka Michala I. Portugalského, avšak až po jeho sesazení z trůnu.

## Život

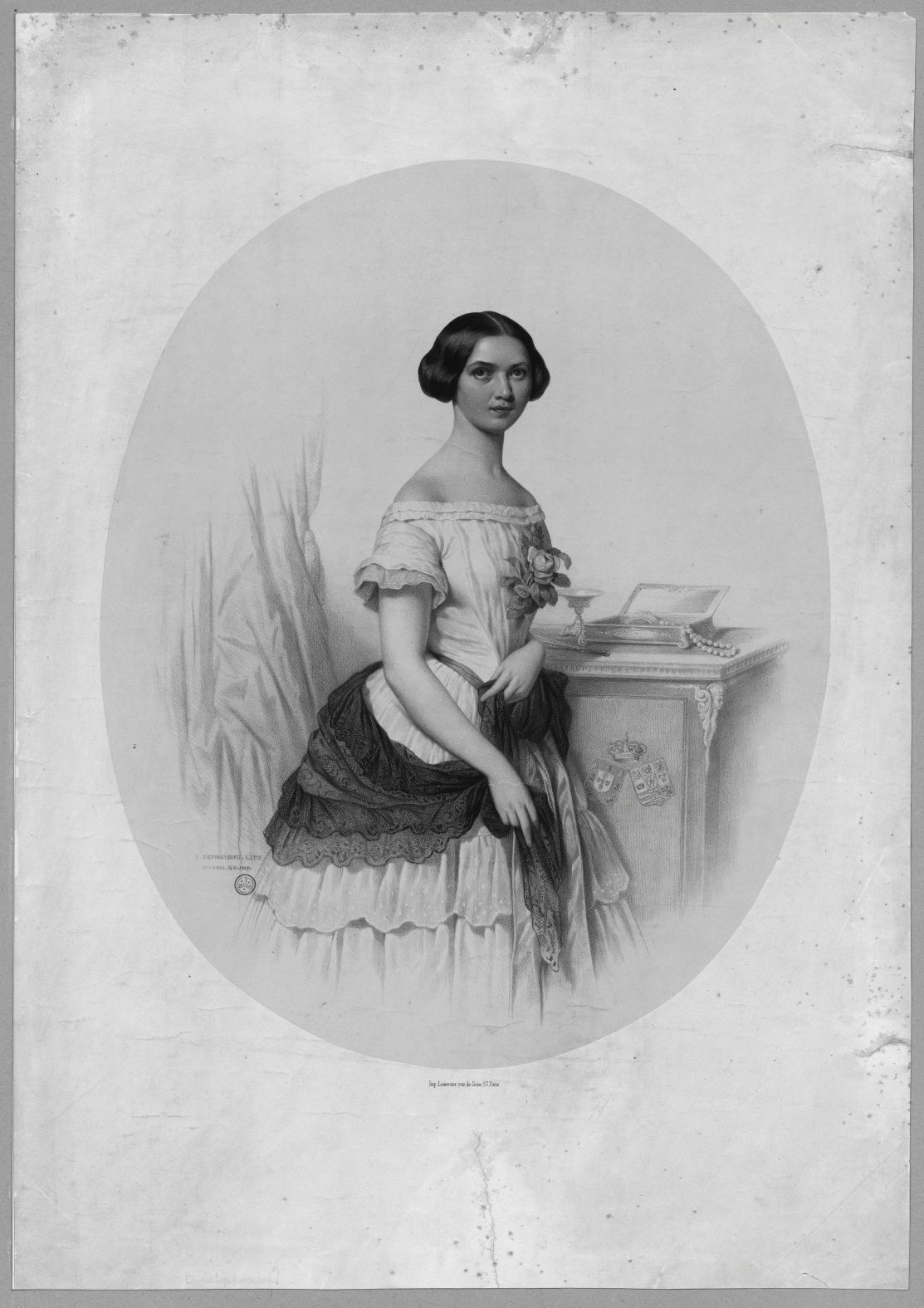
Adelaida před rokem 1851

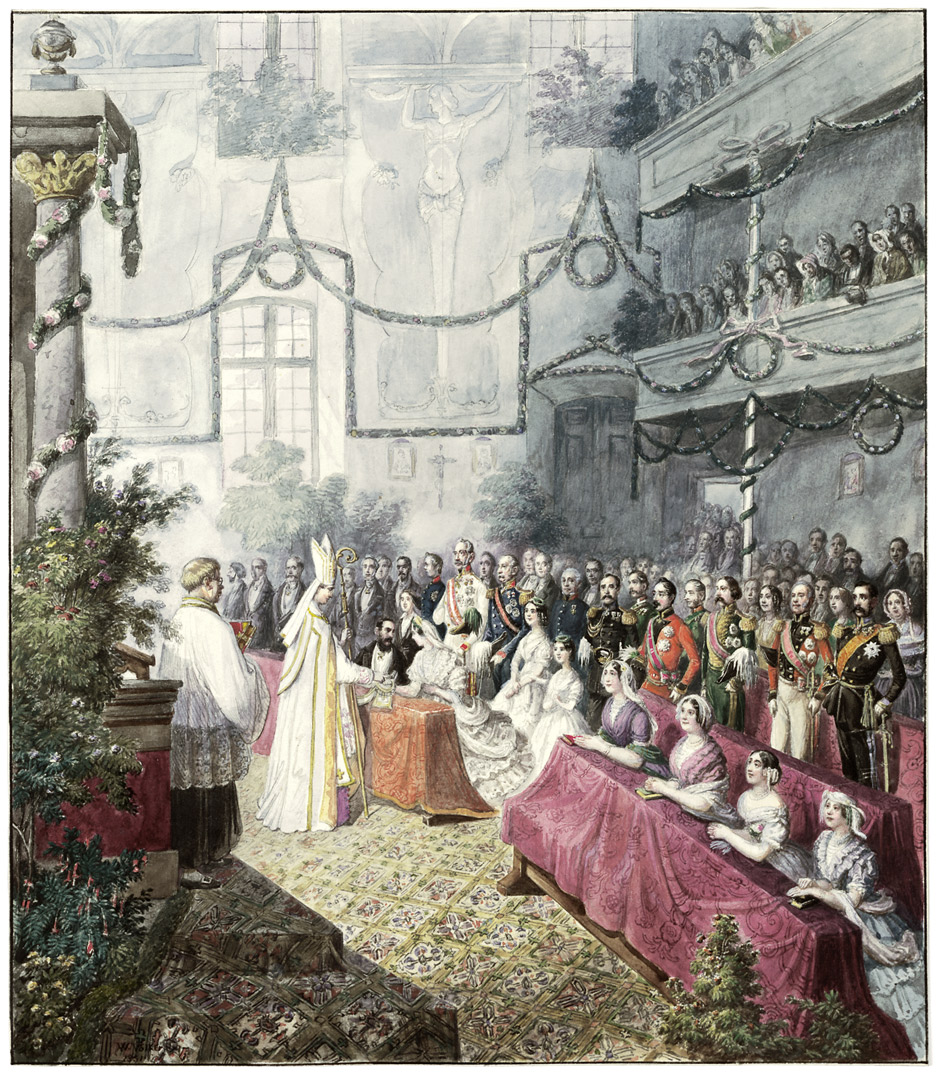
Svatba Adelaidy s Michaelem I. Portugalským

Jejím otcem byl kníže Konstantin Josef z Löwenstein-Wertheim-Rosenbergu (1802–1838), prvorozený syn knížete Karla Tomáše z Löwensteinu z hesenské větve Wittelsbachů, rodu Wertheim-Rosenberg. Byl majitelem panství v Hesensku a v západních Čechách na Tachovsku, kde obýval zámek v Boru u Tachova a k Bezdružicku přikoupil po něm nazývané Konstantinovy Lázně. Jeho matka, Adelaidina babička, byla Žofie kněžna Windischgrätzová (1784–1848). Adelaidina matka byla kněžna Marie Agnes Henrietta, zkráceně Anežka Hohenlohe-Langenburská (1804–1835). Za Konstantina se provdala 31. května roku 1829 na zámku Kleinheubach, Adelaida byla jejich první dítě. Zemřela půl roku po narození druhého dítěte, syna Karla Heinricha (1834–1921), a byla pohřbena v Bavorsku, ve františkánském klášteře Engelberg v dolních Frankách.
Adelaida s rodiči žila na zámku v Boru u Tachova, kde ve čtyřech a půl letech přišla o matku v sedmi jí zemřel i otec. Po té ji a bratra Karla převzali do péče prarodiče, kníže Karel Tomáš z Löwenstein-Wertheim-Rosenbergu (1783–1849) a jeho žena Žofie (1784–1848).
24. září 1851 se na zámku Kleinheubach v Bavorsku provdala za bývalého portugalského krále Michaela I., který o trůn přišel v roce 1834. Nevěstě bylo dvacet let, ženichovi téměř 49. Z manželství vzešlo sedm potomků.

## Potomci
- María de las Nieves de Portugal (5. srpna 1852 – 14. února 1941), ⚭ 1871 Alfons Karel (12. září 1849 – 29. září 1936), vévoda ze San Jaime
- Michal Portugalský (19. září 1853 – 11. října 1927), vévoda z Braganzy,
⚭ 1877 Alžběta z Thurn-Taxisu (28. května 1860 – 7. února 1881)
⚭ 1893 Marie Tereza Löwenstein-Wertheim-Rosenberg (4. ledna 1870 – 17. ledna 1935)
- Marie Tereza Portugalská (24. srpna 1855 – 12. února 1944), ⚭ 1873 Karel Ludvík (30. července 1833 – 19. května 1896), rakouský arcivévoda
- Marie Josefa Portugalská (19. března 1857 – 11. března 1943), ⚭ 1874 Karel Teodor Bavorský (9. srpna 1839 – 30. listopadu 1909), bavorský vévoda
- Adelgunda Braganzská (10. listopadu 1858 – 15. dubna 1946), vévodkyně z Guimarães, ⚭ 1876 Jindřich Bourbonsko-Parmský (12. února 1851 – 14. dubna 1905), hrabě de Bardi
- Marie Anna Portugalská (13. července 1861 – 31. července 1942), ⚭ 1893 Vilém IV. Lucemburský (22. dubna 1852 – 25. února 1912), velkovévoda lucemburský
- Marie Antonie Portugalská (28. listopadu 1862 – 14. května 1959), ⚭ Robert, vévoda z Parmy (9. července 1848 – 16. listopadu 1907), jejich dcerou byla Zita Bourbonsko-Parmská, poslední císařovna rakousko-uherská

Michal zemřel v roce 1866, dříve, než jejich děti dosáhly dospělosti. Následující desetiletí Adelaida strávila na svém prosperujícím panství, víceméně úspěšným zajištěním vhodných sňatků pro své děti. Mezi její vnoučata patřila belgická královna Alžběta Gabriela Bavorská, císařovna Zita Bourbonsko-Parmská, Marie-Adéla Lucemburská, nebo Felix Bourbonsko-Parmský. Většina z jejích potomků podědila její dlouhověkost.

## Úmrtí a hrob
V roce 1895 oddaná katolička Adelaida vstoupila do kláštera sester Sv. Cecílie z kongregace Sainte-Cécile de Solesmes, a to v jižní Anglii. V tomto anglickém opatství v Apply Rise, v městě Ryde na ostrově Wight ve věku 78 let zemřela 16. prosince 1906. Její ostatky byly převezeny do Portugalska, kde byla pohřbena vedle svého manžela v panteonu dynastie Braganzských v klášteře sv. Vincence v Lisabonu.